# Пекинская (порода уток)

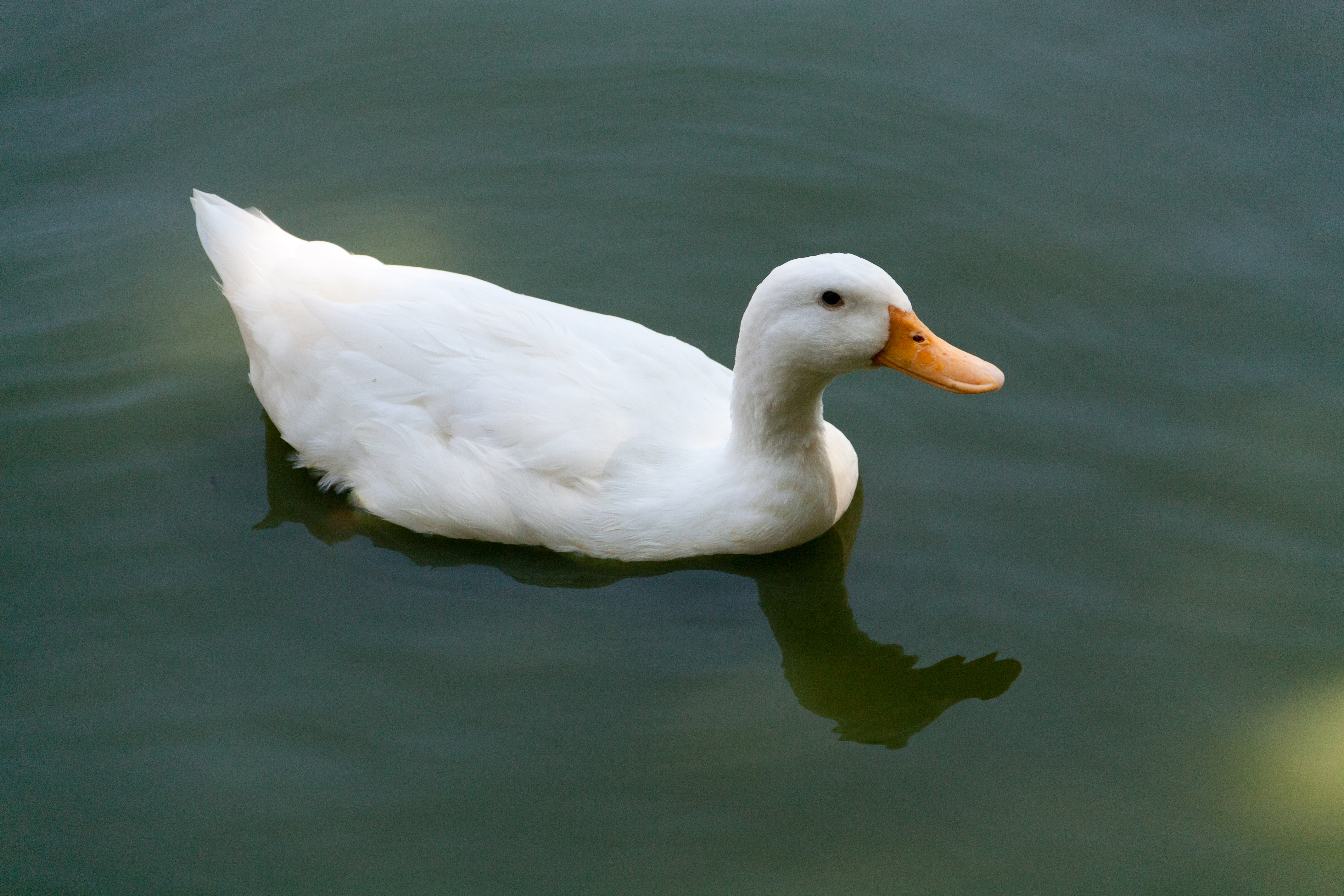
Пекинская утка в Йирон (Израиль)

Пекинская порода уток (кит. 北京鸭, англ. Pekin duck) относится к породам мясного направления продуктивности. Создана в Китае, является одной из самых распространённых пород уток, имеет белое оперение.

## Происхождение и распространение
Пекинская порода домашних уток выведена более 300 лет назад в Китае, в 1873 году завезена в Европу. В настоящее время широко распространена в мире и, будучи высокопродуктивной и одной из лучших мясных пород, вытеснила многие другие породы.
Пекинские утки использовались при создании некоторых других пород. В советское время пекинская и кроссы этой породы составляли более 90 % поголовья породных уток в колхозах и совхозах. В современной России основное поголовье птицы в крупных утководческих хозяйствах по-прежнему принадлежит пекинской породе.

## Экстерьер и продуктивные признаки
Оперение белое. Масса самцов 3,6—4,2 кг, самок 3,4—3,9 кг. Сносят за год 100—140 яиц.

## Генетика
Классическая генетика
В работах по классической частной генетике уток, с помощью гибридологического анализа, определена генетическая структура пекинских уток по локусам окраски оперения. В частности, обнаружено, что белое оперение этой породы обусловлено наличием аутосомного рецессивного гена белой окраски c в гомозиготном состоянии.
Геномика
В 2013 году было осуществлено секвенирование полной геномной последовательности домашней утки с использованием ДНК пекинской породы. Благодаря хорошему качеству сборки генома домашней (пекинской) утки, осуществлённой на хромосомном уровне, вид имеет важное значение в сравнительной геномике для выяснения эволюции птичьих геномов.